# Calumma andringitraensis
Calumma andringitraensis este o specie de cameleoni din genul Calumma, familia Chamaeleonidae, descrisă de Brygoo, Blanc și Charles A. Domergue în anul 1972. A fost clasificată de IUCN ca specie în pericol. Conform Catalogue of Life specia Calumma andringitraensis nu are subspecii cunoscute.